# Zortéa
Zortéa este un oraș în Santa Catarina (SC), Brazilia.